# 安德烈·科罗塔耶夫

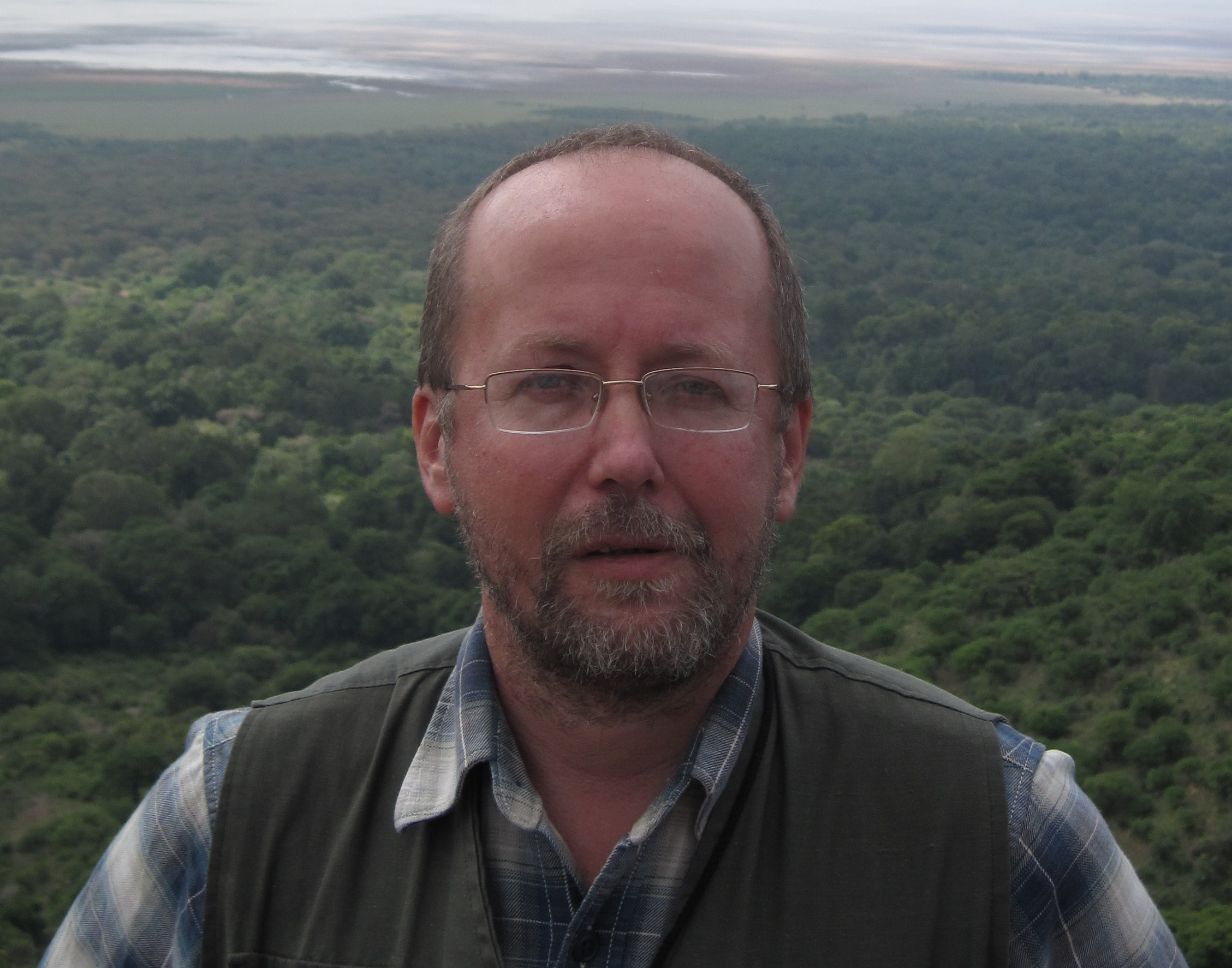
安德烈·科罗塔耶夫

安德烈·科罗塔耶夫（俄语：Андрей Витальевич Коротаев，1961年2月17日—）， 俄罗斯国立大学现代亚洲和非洲研究系主任、教授，俄罗斯科学院非洲研究所和东方研究所资深教授。
科罗塔耶夫出版有超过350篇的学术刊物，主要有《古代也门》（1995），《世界宗教与人类文明的演化：从跨文化的视角审视》（2004），《社会宏观研究介绍：世界体系的宏观模型分析》（2006），《社会宏观研究介绍：非洲发展的周期性与发展趋势研究》（2006）。
科罗塔耶夫是俄罗斯科学基金会“俄罗斯科学院最好的经济学家”的获奖者（2006年），目前负责协调俄罗斯科学院主席团项目“复杂系统的分析与全球动力学模型的构建”。